# 惡 (魯國)
惡（？—前609年），姬姓，名恶，一作子赤，是鲁文公的嫡长子，母为齐女出姜。
前609年二月，鲁文公去世，鲁国的正卿东门襄仲和鲁文公的次妃敬嬴勾结，打算立敬赢之子公子俀为君，便以太子恶年幼的理由找太子傅叔仲惠伯商量，叔仲惠伯认为让东门襄仲掌权，自己则抱着国君听政，国君年幼也没什么问题，反对立公子俀。这一年六月，东门襄仲和叔孙庄叔出使齐国，东门襄仲请求齐惠公立公子俀做国君，齐惠公新即位，想亲近鲁国，便同意了他的请求。襄仲回国后，在十月杀了恶和恶的同母弟弟视，立公子俀为国君，是为鲁宣公。鲁文公的正妃姜氏两子皆死，只得“大归”齐国，再也不回来了。临走的时候，她哭泣着经过市集，说“天啊！襄仲横行无道，杀死嫡子，拥立庶子。”市集上的人都哭了。